# ティーン・タイタンズ:ジューダス・コントラクト
『ティーン・タイタンズ:ジューダス・コントラクト』（英: Teen Titans: The Judas Contract）は、DCコミックスから1984年に刊行されたアメリカン・コミックス『ニュー・ティーン・タイタンズ』のエピソード「The Judas Contract」を原作とするOVA。DCユニバース・アニメイテッド・オリジナル・ムービーズとしては28作目の映像作品で、ワンダー・コンで2017年3月31日に上映され、2017年4月4日に発売された。

## キャスト
| - ロビン - スチュアート・アラン - レイブン - タイッサ・ファーミガ - ビースト・ボーイ - ブランドン・スー・フー - ブルービートル - ジェイク・T・オースティン - スターファイヤー - カリ・ウォールグレン - ナイトウィング - シーン・マーハー - テラ - クリスティーナ・リッチ - デスストローク - ミゲル・フェラー | - ブラザー・ブラッド - グレッグ・ヘンリー - マザー・メイヘム - メグ・フォスター - アルベルト・レイエス - デイヴィッド・ザヤス - ビアンカ・レイエス - マリア・キャナル・バレーラ - アーセナル - クリスピン・フリーマン - バンブルビー - マササ・モヨ - キッド・フラッシュ - ジェイソン・スピサック - ケヴィン・スミス - ケヴィン・スミス |

## 日本語版スタッフ
•
- Studio 東北新社/HALF HP STUDIO/東和ピクチャーズ